# Entolasia stricta
Entolasia stricta är en gräsart som först beskrevs av Robert Brown, och fick sitt nu gällande namn av Dorothy Kate Hughes. Entolasia stricta ingår i släktet Entolasia och familjen gräs. Inga underarter finns listade i Catalogue of Life.

## Bildgalleri

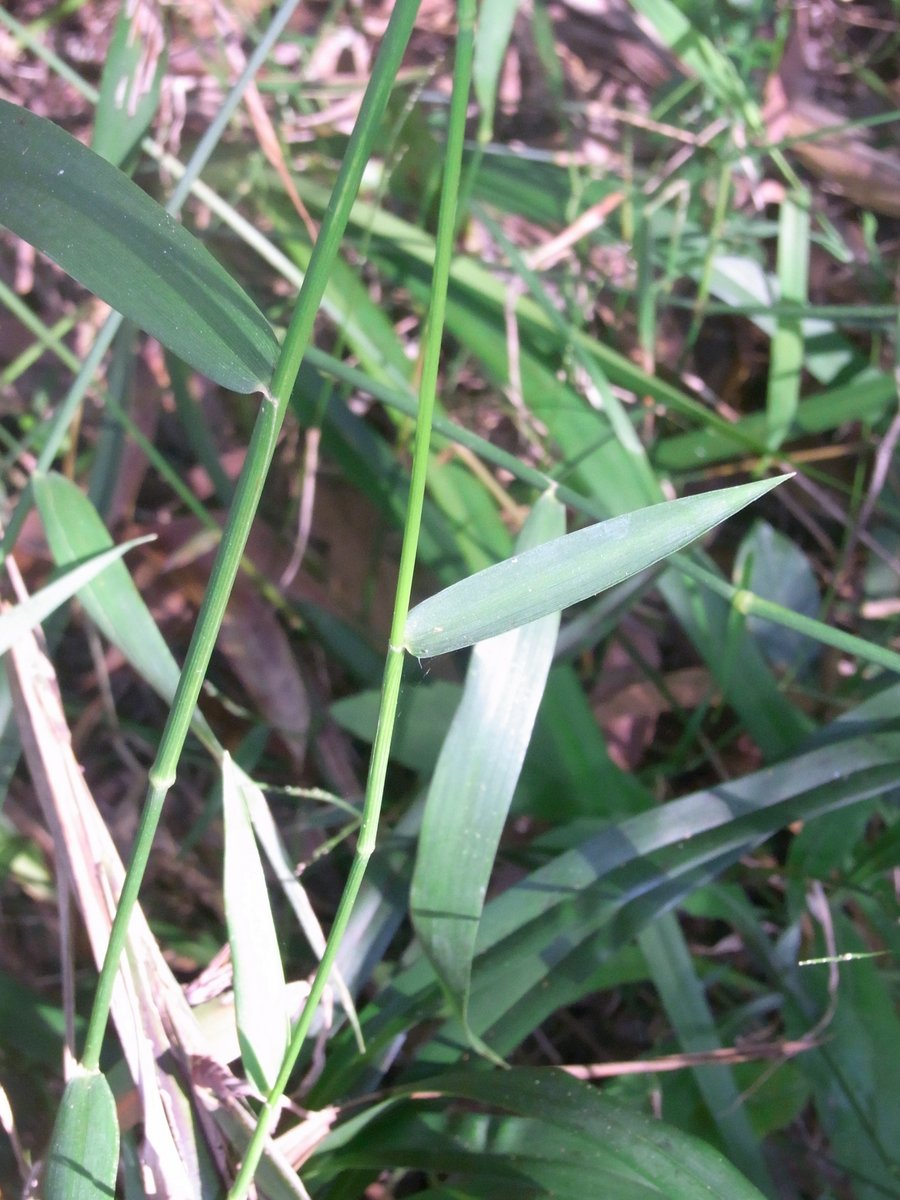